# Lockheed A–12
A Lockheed A–12 egy szuperszonikus felderítő repülőgép volt, amelyet az Amerikai Egyesült Államok Központi Hírszerző Ügynökségének (CIA) megbízásából a Lockheed Skunk Works készített, Clarence "Kelly" Johnson tervei alapján. A típus az A–12-es nevet kapta, amely az Arkangyal (Archangel) program rövidítése volt, a repülőgép végső terve pedig az addigi tervrajzok között a 12. sorszámú volt. A gépet rövid szolgálati ideje után továbbfejlesztett utódja, a legendás SR–71 Blackbird váltotta le.

## Története
Mivel a CIA Project Rainbow fedőnevű kísérlete az U–2 radarkeresztmetszetének csökkentésére sikertelen volt, így a Lockheednél 1957 végén megkezdték az előkészítő munkát, hogy kidolgozzanak egy esetleges utód repülőgépet a Szovjetunió fölötti kémrepüléshez. A tervező, Kelly Johnson elmondása alapján: „1958 áprilisában emlékszem, hogy hosszú tárgyalásokat folytattam Richard Bissell-lel (CIA Tervezési Igazgatóhelyettes) arról a kérdésről, hogy szükség van-e az U-2 repülőgépnek utódra. Megállapodtunk ... még egy típusban, mielőtt a műholdak a repülőgépes felderítést elavulttá tennék a rejtett felderítések tekintetében.” 
A Gusto Project alatt a terveket az „Archangel”-nek (Arkangyal) nevezték el az U–2 program után, amelyre „Angel”  néven hivatkoztak. A repülőgép terveinek fejlődésével és a konfiguráció megváltoztatásával a Lockheed belső megnevezése Archangel–1-ről Archangel–2-re változott, és így tovább. A továbbfejlesztett tervek számának növekedésével egy idő után egyszerűen A–1, A–2 stb. nevet használták a korábbi tervezetek megnevezéséhez. A CIA programja, amely az U–2 utódlásáról gondoskodott, az Oxcart kódnevet kapta.
Ezek a tervek elérték az A–11 szakaszt, amikor a programot felülvizsgálták. Az A–11 egy Kingfish nevű Convair-tervezet ellen versenyzett, amely nagyjából hasonló teljesítményt nyújtott. A Kingfish azonban számos olyan funkciót tartalmazott, amelyek jelentősen csökkentették a radarkeresztmetszeti képét, amelyet a bírálók kedvezőnek tartottak. A Lockheed az A–11 tervének egyszerű módosításával válaszolt: döntött függőleges vezérsíkok hozzáadásával az egyetlen derékszögű helyett, és számos területen nemfém anyag hozzáadásával javítottak az álcázási képességeken, ez lett az A–12 kivitel. A CIA képviselői kezdetben a Convair kisebb radar-keresztmetszetének kialakítását támogatták, ám az A-12 specifikációi kissé jobbak voltak, és a tervezett költségek is sokkal alacsonyabbak voltak, mint a vetélytársáé. A tervező cégek eredményei is döntőnek bizonyultak, mivel a Convair munkáját a B–58-on késések és költségtúllépések sújtották, míg a Lockheed az U–2-t időben és költségtúllépés nélkül elkészítette. Ezenkívül Lockheednek volt már tapasztalata egy „fekete”, azaz szigorúan titkos projekt vezetésében. 1959-ben a Convair FISH és Kingfish tervei helyett választották ki a GUSTO projekt győztesévé, így 1960. január 26-án a CIA végül 12 darab A–12 repülőgépet rendelt meg.
Az A–12-t 1962 és 1964 között gyártották, és 1963 és 1968 között repültek vele. Ez a típus volt az alapja az Egyesült Államok kétfős YF–12 prototípus-elfogójának, valamint az M–21 felderítődrón-indítójának a D–21 drónhoz. A híres SR–71 Blackbird egy kissé hosszabb változat, amely több üzemanyagot és nehezebb kamerákat volt képes szállítani. Az A–12 1967-ben kezdte meg a titkos missziókat, végső küldetése pedig 1968 májusában volt; a programot és a repülőgépeket júniusban vonták vissza. A programot hivatalosan az 1990-es évek közepén mutatták be a nyilvánosságnak. Egy korábbi CIA-tiszt a visszaemlékezéseiben azt írta: „Az Oxcartot véletlenszerűen választottuk ki a kódnevek közül, hogy megnevezzűk ezt a K+F-et és az összes későbbi munkát az A–12-n. Magát a repülőgépet is így hívták.” Az A–12-nek a Cygnus nevet Jack Weeks pilóta javasolta, hogy így kövesse a Lockheed gyakorlatát, miszerint a repülőgépeiket égitestekről nevezik el, ez az elnevezés főként a személyzet körében terjedt el.

## A megépült repülőgépek

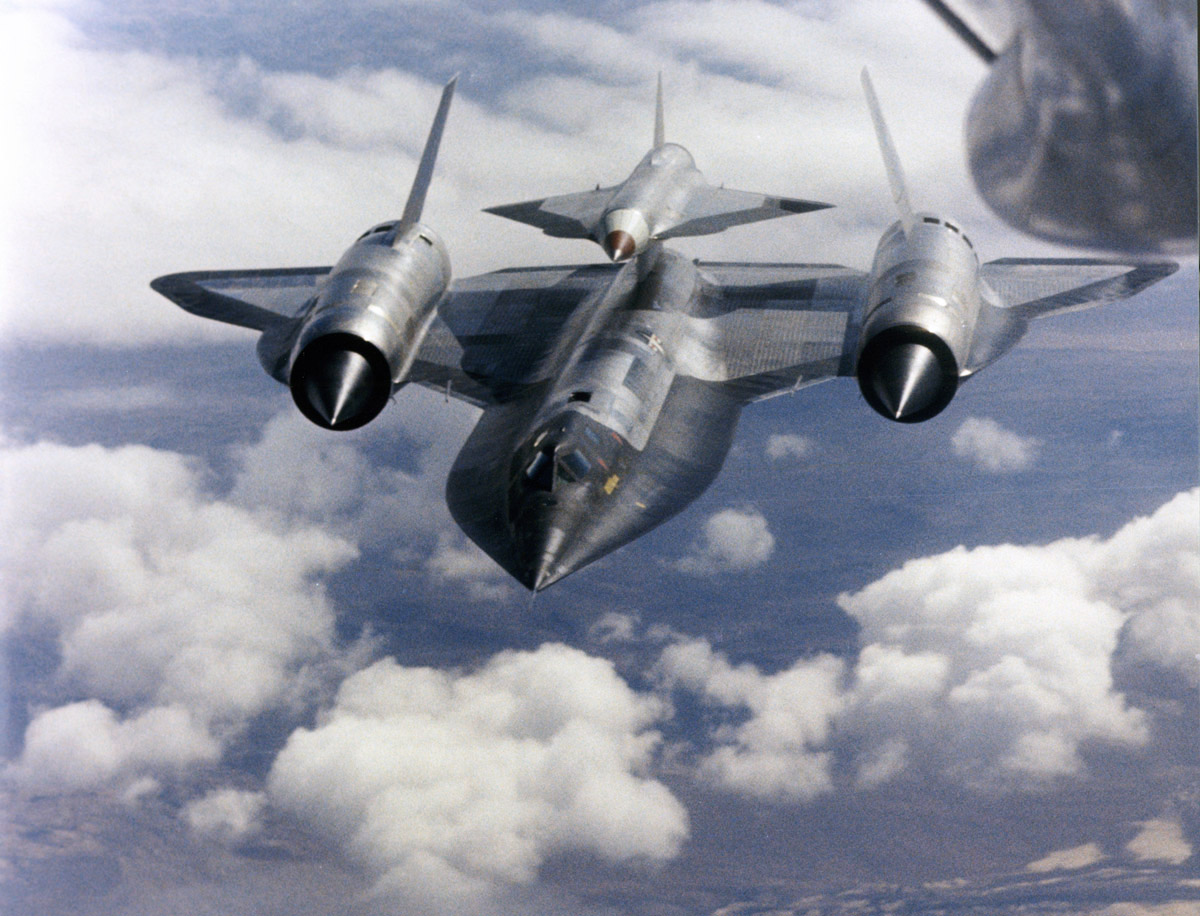
M-21 drónhordozó egy D-21-es felderítő drónnal légi utántöltés közben

| Sorozatszám             | Szám                    | Modell                    | Repülések száma | Repült órák száma | Sorsa                       |
| ----------------------- | ----------------------- | ------------------------- | --------------- | ----------------- | --------------------------- |
| 60-6924                 | 121                     | A–12                      | 322             | 418,2             | kiállítva                   |
| 60-6925                 | 122                     | A–12                      | 161             | 177,9             | kiállítva                   |
| 60-6926                 | 123                     | A–12                      | 79              | 135,3             | 1963-ban lezuhant           |
| 60-6927                 | 124                     | A–12 kétüléses kiképzőgép | 614             | 1076,4            | kiállítva                   |
| 60-6928                 | 125                     | A–12                      | 202             | 334,9             | 1967-ben lezuhant           |
| 60-6929                 | 126                     | A–12                      | 105             | 169,2             | 1967-ben lezuhant           |
| 60-6930                 | 127                     | A–12                      | 258             | 499,2             | kiállítva                   |
| 60-6931                 | 128                     | A–12                      | 232             | 453,0             | kiállítva                   |
| 60-6932                 | 129                     | A–12                      | 268             | 409,9             | 1968-ban lezuhant           |
| 60-6933                 | 130                     | A–12                      | 217             | 406,3             | kiállítva                   |
| 60-6937                 | 131                     | A–12                      | 177             | 345,8             | kiállítva                   |
| 60-6938                 | 132                     | A–12                      | 197             | 369,9             | kiállítva                   |
| 60-6939                 | 133                     | A–12                      | 10              | 8,3               | 1964-ben lezuhant           |
| 60-6940                 | 134                     | M–21 drónhordozó          | 80              | 123,9             | kiállítva                   |
| 60-6941                 | 135                     | M–21 drónhordozó          | 95              | 152,7             | 1966-ban lezuhant           |
| Összesített statisztika | Összesített statisztika | Összesített statisztika   | 3017            | 5080,9            | 9 kiállítva, 6 megsemmisült |

## Érdekességek
Elon Musk 6. gyermeke az X Æ A-12 nevet kapta. Az énekes Grimes, a gyermek anyja elmondása alapján a név utolsó fele az A–12-es iránti rajongásukat fejezi ki, amelyet a legcsodálatosabb repülőnek tart, valamint a gép kódneve, az Archangel az egyik kedvenc zeneszámának is a címe.

## Fordítás
- Ez a szócikk részben vagy egészben  a   Lockheed A-12 című angol Wikipédia-szócikk ezen változatának fordításán alapul.  Az eredeti cikk szerkesztőit annak laptörténete sorolja fel. Ez a jelzés csupán a megfogalmazás eredetét és a szerzői jogokat jelzi, nem szolgál a cikkben szereplő információk forrásmegjelöléseként.